# Chyliza sergii
Chyliza sergii är en tvåvingeart som beskrevs av Shatalkin 1998. Chyliza sergii ingår i släktet Chyliza och familjen rotflugor. Inga underarter finns listade i Catalogue of Life.